# Giulio Aurelio Zenobio
Giulio Aurelio Zenobio (fl. II-III secolo) è stato un militare romano.

## Biografia
Il suo nome latino Julius Aurelius Zanobi si compone del gentilicium "Aurelio", dimostrando che i suoi antenati paterni ricevettero la cittadinanza romana sotto Antonino Pio (al governo: 138-161) o Marco Aurelio (al governo: 161-180) o Commodo (al governo: 180- 192).
Zanobi è stato governatore di Palmira nel 229.
A Palmira è citato nell'iscrizione bilingue (in greco e palmireno) dedicata a Giulio Aurelio Zenobio per essere venuto in aiuto a Rutilio Pudente Crispino, a sua volta a capo dell'esercito impegnato nella spartizione partica legato dall'Imperatore Severo Alessandro. Viene chiamato anche Zabdilas.
Sebbene a volte Giulio Aurelio Zenobio è stato erroneamente indicato come padre di Zenobia, regina del Regno di Palmira, a causa della somiglianza dei loro nomi, in realtà in tre pietre miliari è invece riportato che il nome del padre di Zenobia (appellata appunto bt 'ntywkws in entrambe le lingue) era Antiochus, di ascendenza non nota.